# Benjamin Boulenger
Benjamin Boulenger (Maubeuge, 1 maart 1990) is een Frans voetballer die bij voorkeur als linksback speelt. Hij tekende in 2015 bij Sporting Charleroi.

## Clubcarrière
Boulenger verruilde in 2011 AS Aulnoye voor US Boulogne. Na twee seizoenen trok hij naar RC Lens, waar hij aanvankelijk in het tweede elftal uitkwam. Op 11 november 2013 debuteerde de linksachter in de Ligue 2 tegen Chamois Nortais. In die wedstrijd maakte hij meteen zijn eerste profdoelpunt. In 2014 promoveerde de club naar de Ligue 1. Op 17 januari 2015 debuteerde Boulenger in de Ligue 1 tegen Olympique Lyon. Tijdens het seizoen 2014/15 speelde hij dertien duels in de Ligue 1. In mei 2015 tekende de linksachter een tweejarig contract bij Sporting Charleroi, met optie op een extra seizoen.